# Accord Taft–Katsura
L'accord Taft–Katsura (桂・タフト協定, Katsura-Tafuto Kyōtei), aussi appelé mémorandum Taft-Katsura, est une discussion ayant eu lieu le 27 juillet 1905 entre les hauts dirigeants de l'empire du Japon et des États-Unis au sujet de la position des deux nations en Asie de l'Est, en particulier concernant le statut de la Corée et des Philippines au lendemain de la victoire du Japon dans la guerre russo-japonaise. Le mémorandum n'est pas classé secret, mais aucun intellectuel ne le remarque dans les archives avant 1924.
Les discussions ont lieu entre William Howard Taft, secrétaire à la Guerre des États-Unis, et le comte Katsura Tarō, Premier ministre du Japon, le 27 juillet 1905. Katsura expose les raisons pour lesquelles le Japon a mis en place un protectorat en Corée et répète que le Japon n'a aucune visée sur les Philippines, que les États-Unis avaient acquis après la victoire sur l'Espagne lors de la guerre hispano-américaine de 1898.
En 1924, Tyler Dennett (en) est le premier chercheur à remarquer le document et le décrit comme contenant le « texte de l'accord exécutif peut-être le plus remarquable de l'histoire des relations extérieures des États-Unis ». Le consensus des historiens est que Dennett a grandement exagéré l'importance d'une simple discussion qui n'a rien changé et n'a défini aucune nouvelle politique. Les historiens soulignent qu'il n'y a eu aucun nouvel accord formel sur quoi que ce soit. Le mot « accord » présents dans les documents signifie simplement que les deux parties sont d'accord sur le fait que les versions anglaise et japonaise des notes de la réunion couvrent avec précision la substance des conversations. Le président Theodore Roosevelt convient plus tard que Taft avait correctement énoncé la position américaine.
Lorsque Dennett découvre les notes pour la première fois, il suppose qu'elles indiquent un « pacte secret » très important entre les États-Unis et le Japon en créant la base d'un accord par lequel les deux nations autrefois isolationnistes deviennent des puissances mondiales. Les conversations portent sur l'étendue des sphères d'influence du Japon et des États-Unis et le maintien de la paix entre eux en cas de victoire du Japon sur la Russie dans la guerre russo-japonaise.

## Détails
L'accord Taft-Katsura comprend les versions anglaise et japonaise des notes de réunion de la conversation entre le Premier ministre japonais Katsura et le secrétaire américain à la guerre Taft tenue à Tokyo le matin du 27 juillet 1905. Le mémorandum détaillant ces discussions étant daté du 29 juillet 1905.
Trois questions importantes sont discutées lors de la réunion :
- Les vues de Katsura sur la paix en Asie de l'Est constituent, selon lui, le principe fondamental de la politique étrangère du Japon et seraient mieux accomplies par une bonne entente entre le Japon, les États-Unis et la Grande-Bretagne.
- Concernant les Philippines, Taft fait l'observation qu'il est dans l'intérêt du Japon que les Philippines soient gouvernées par une nation forte et amicale comme les États-Unis. Katsura affirme que le Japon n'a pas de desseins agressifs sur les Philippines.
- En ce qui concerne la Corée, Katsura émet l'observation que la colonisation japonaise de la Corée est une question d'une importance absolue, car il considère que la Corée a été une cause directe de la guerre russo-japonaise récemment terminée. Il déclare qu'une solution globale du problème coréen serait l'issue logique de la guerre et que si elle était laissée seule, la Corée continuerait à adhérer à des accords et traités imprévoyants avec d'autres puissances, ce qui, selon lui, avait créé le problème initial. Par conséquent, il affirme que le Japon doit prendre des mesures pour empêcher la Corée de créer à nouveau des conditions qui obligeraient son pays à mener une autre guerre à l'étranger.

Taft convient que l'établissement d'un protectorat japonais sur la Corée contribuerait directement à la stabilité en Asie de l'Est et exprime également sa conviction que le président américain Theodore Roosevelt serait d'accord avec ses vues à cet égard.
Il y a trois domaines de fond de compréhension dans la conversation. Premièrement, Taft déclare à Katsura que certains partisans de la Russie en Amérique affirment publiquement que la récente guerre est le prélude à une certaine agression du Japon contre les Philippines. Taft continue en disant que le seul intérêt du Japon pour les Philippines serait de faire gouverner ces îles par une nation forte et amicale comme les États-Unis. Le comte Katsura confirme fermement que c'est le seul intérêt du Japon pour les Philippines et, puisque c'est déjà le cas, que le Japon n'a aucun intérêt agressif envers les Philippines. Deuxièmement, le comte Katsura déclare que la politique du Japon en Asie de l'Est et du Sud-Est est de maintenir la paix générale, qui doit être obtenue par une bonne entente entre le Japon, les États-Unis et la Grande-Bretagne.
Troisièmement, le comte Katsura déclare que parce que l'autonomie coréenne avait conduit la Corée à conclure imprudemment des accords et des traités avec d'autres puissances, cela avait été la cause de complications internationales menant à la guerre entre le Japon et la Russie. Le Japon s'est donc senti contraint d'exclure toute possibilité d'autonomie coréenne. Taft déclare que l'établissement d'une suzeraineté du Japon sur la Corée, les troupes militaires japonaises imposant à la Corée l'obligation de ne conclure aucun traité étranger sans le consentement du Japon, est un résultat logique de la guerre et contribuerait à la paix permanente en Orient. Taft déclare également que ses opinions sont les siennes mais qu'il croit que Roosevelt serait d'accord.
Bien qu'il n'y ait jamais eu d'accord signé ou de traité secret, seulement le mémorandum d'une conversation, et les conversations ayant été gardées secrètes pendant 20 ans, Roosevelt fait ce commentaire à Taft : « Votre conversation avec le comte Katsura est absolument correcte à tous égards. Je souhaite que vous disiez à Katsura que je confirme chaque mot que vous avez dit, ».
Cependant, il y a une controverse parmi les historiens quant à la signification historique de la conversation et quant à savoir si la langue de la conversation constituait un accord réel dans la Realpolitik (un accord réel est impliqué par l'utilisation du langage de la diplomatie bien qu'il n'ait pas été rendu explicite sous forme d'accord formel).
Les notes de la conversation sont redécouvertes en 1924 par l'historien Tyler Dennett (en), qui les considère comme étant d'une importance de premier ordre et demande l'autorisation de les publier au secrétaire d'État des États-Unis Charles Evans Hughes. Dennett qualifie les notes de « Pacte secret du président Roosevelt avec le Japon ».

## Contexte
Les Japonais viennent de détruire les deux tiers de la marine impériale russe lors de leur guerre contre la Corée en 1905. La victoire du Japon est clairement imminente. Roosevelt tente d'amener la Russie et le Japon à des négociations de paix.
Les États-Unis ont obtenu le contrôle des Philippines après leur guerre contre l'Espagne en 1898. Le secrétaire à la guerre Taft s'arrête au Japon alors qu'il fait route pour les Philippines.

## Interprétation coréenne
Les historiens coréens (tels que Lee Ki-baik, auteur de Une Nouvelle histoire de la Corée) pensent que l'accord Taft-Katsura viole le traité d'amitié et de commerce américano-coréen signé à Incheon le 22 mai 1882 parce que le gouvernement Joseon considère que ce traité constitue de facto un traité de défense mutuelle, contrairement aux Américains. Le problème est l'article 1 : « Il y aura une paix et une amitié perpétuelles entre le président des États-Unis et le roi de Chosen, et les citoyens et les sujets de leurs gouvernements respectifs. Si d'autres puissances traitent injustement ou de manière oppressive l'un ou l'autre gouvernement, l'autre exercera ses bons offices après avoir été informé de l'affaire pour aboutir à un arrangement à l'amiable, manifestant ainsi leurs sentiments amicaux ».
L'accord est cité en Corée par certains comme un exemple qu'on ne peut pas faire confiance aux États-Unis en ce qui concerne les questions de sécurité et de souveraineté coréennes.